# NGC 7284
NGC 7284 é uma galáxia lenticular (SB0) localizada na direcção da constelação de Aquarius. Possui uma declinação de -24° 50' 40" e uma ascensão recta de 22 horas, 28 minutos e 35,8 segundos.
A galáxia NGC 7284 foi descoberta em 26 de Outubro de 1785 por William Herschel.